# 파주시청
파주시청은 파주시에 위치한 시청이다. 아동동에 위치해 있다.